# Beliana
 (janvier 2022).
Si vous disposez d'ouvrages ou d'articles de référence ou si vous connaissez des sites web de qualité traitant du thème abordé ici, merci de compléter l'article en donnant les références utiles à sa vérifiabilité et en les liant à la section « Notes et références ».
Bella Chapoval Moisesco dite « Beliana » est une artiste-peintre, musicienne et créatrice de bijoux, française d'origine ukrainienne, née le 13 juillet 1911 à Kiev (Empire russe à l'époque, Ukraine aujourd'hui) et décédée le 1er août 1992 à Paris 9e.

## Son parcours
Sœur du peintre Youla Chapoval, elle quitte l’Ukraine en 1924 avec sa famille, ses parents, sa sœur ainée Mania et son frère Youla ainsi que l’un de ses oncle et sa femme. Ce sont ces derniers qui s’occuperont d’elle pendant la première année, en Allemagne où ils s’installèrent avant de partir à Paris et retrouver tout le reste de la famille.
Dès cette époque elle a montré un talent certain aussi bien pour la musique que pour la peinture :
Élève de Serge Weksler (lauréat du Concours des compositeurs français) elle participe dès 1925 à plusieurs concerts en qualité de pianiste.
Par ailleurs, elle travaille son dessin et sa peinture et effectue des travaux pour diverses Maisons comme Paul Poiret en dessins de mode et les joaolliers Mellerio dit Meller, ancienne maison datant de 1815, pour des bijoux.
Elle se marie en 1933 avec un jeune étudiant en médecine roumain, Michel Moisesco qui deviendra après la guerre le médecin personnel du Président Vincent Auriol.
Elle est très proche de son frère Youla dont elle s’occupe beaucoup et qui d’ailleurs sur les conseils de son mari commencera des études de médecine avant de se lancer dans la peinture.
C’est ce jeune frère qui la découragera de peindre, lui disant « qu’un seul peintre dans la famille était suffisant ».

## Son œuvre: peintre et cantatrice
Elle se lance donc dans l’art lyrique et dès la fin de la guerre, elle commencera une carrière de cantatrice sous le nom de « Bella Sesco ». Elle chantera à l’Opéra Comique de Paris, à Genève, Alger, etc. dans des œuvres comme Carmen, Lakmé, etc. et conquiert une certaine notoriété. Cependant, elle continue à peintre pour elle.
Le décès de son frère en 1951, fut pour elle un choc important qui l’amena à arrêter sa carrière lyrique.
Elle se tourne alors complètement vers la peinture mais sans grand encouragement de son cercle familial.
Elle travailla énormément à la « grande chaumière » comme l’avait fait son frère Youla.
Parallèlement à sa peinture, elle effectue des pochettes de disques pour les Maisons RCA et DECCA, ainsi que des dessins publicitaires pour la Société PUBLICIS ..
Ses tableaux d’abord abstraits puis figuratifs et fleuris, faits d’une peinture au couteau laissant exploser sa générosité, sa fougue mais aussi un peu son côté possessif, étaient très appréciés d’une clientèle privée.
En vieillissant, sa peinture s’est assagie tout en restant très colorée.
Elle est devenue dans le même temps décoratrice. Elle travaille pour des ambassades et des demeures privés qui lui achetèrent un certain nombre de toiles.
C’est seulement après le décès de son mari, en mai 1969, qu’elle se décida à exposer ses toiles, d’abord dans les salons organisés par les peintres médecins puis :
- au salon de Juin organisé par les Galeries Raymond Duncan (juin 1978)
- Association Couleurs d’Aujourd’hui (1978).
- Pour le Grand prix international de peinture de Deauville 1979
- Grand prix international de peinture de la Côte d’Azur 1980

Elle participa au Grand Duché du Luxembourg à une manifestation internationale qui s’est tenue du 5 au 15 février 1980.
Elle décède le 1er août 1992 dans le 9e arrondissement de Paris.